# أنجيلا بريتو
أنجيلا بريتو هي عداءة مراثونية إكوادورية، ولدت في 5 أبريل 1985.

## وصلات خارجية
- أنجيلا بريتو على موقع الاتحاد الدولي لألعاب القوى (الإنجليزية)